# Zuydcoote
Zuydcoote település Franciaországban, Nord megyében. Lakosainak száma 1608 fő (2022. január 1.). Zuydcoote Bray-Dunes, Ghyvelde és Ghyvelde községekkel határos.
Itt játszódik Robert Merle Két nap az élet című híres regénye. Ezt a címet a magyar műfordító adta a könyvnek, az eredetiben ugyanis szerepel a település neve: Week-end a Zuydcoote.

## Népesség
A település népessége az elmúlt években az alábbi módon változott:
| Lakosok száma | 1766 | 1787 | 1795 | 1677 | 1616 | 1601 | 1593 | 1580 | 1608 |
|               | 2013 | 2015 | 2016 | 2017 | 2018 | 2019 | 2020 | 2021 | 2022 |